# ジャム・アレクサンドル・ド・プルタレス

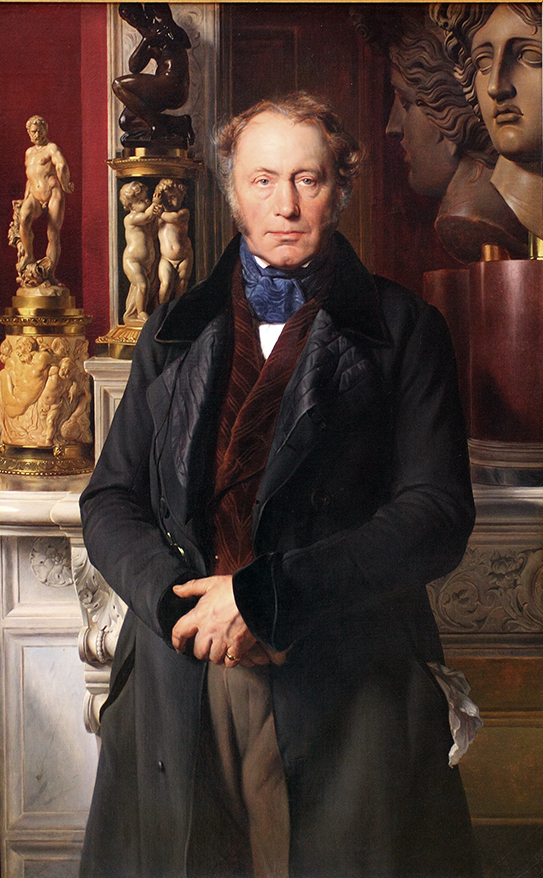
ジャム・アレクサンドル・ド・プルタレス伯爵、ポール・ドラローシュ画、1846年

ジャム＝ザレクサンドル・ド・プルタレス＝ゴルジエ（James-Alexandre de Pourtalès-Gorgier, comte de Pourtalès, 1776年11月26日 ヌーシャテル - 1855年3月24日 パリ）は、スイス出身の銀行家、外交官、美術品収集家。伯爵。

## 生涯
銀行家ジャック＝ルイ・ド・プルタレス（1722年 - 1814年）の次男として生まれた。亡命ユグノーの末裔プルタレス家の一員である。プロイセン王国に外交官として仕え、パリ（1832年）やコンスタンティノープル（1844年）に使節として赴いた。1815年にプロイセン王国の伯爵位を授けられたほか、プロイセン王フリードリヒ・ヴィルヘルム3世の侍従の地位も与えられた。1813年にヌーシャテル郊外のゴルジエの所領を購入した際、姓に「ゴルジエ」を付け加えた。
美術品収集家として有名で、1000点を超える古典古代の芸術品やルネサンス時代の絵画作品を集め、それらはプルタレス・コレクションと呼ばれた。1806年、サン＝シール＝ス＝ドゥルダンにヴァンドヴィル城を建てた。1839年、パリ8区に建築家フェリックス・デュバンの設計になるオテル・ド・プルタレスを建てた。
1824年、ヴァルター大尉（L. G. Walther）という人物からベルンのロレーヌ荘園（Lorraine-Gut）を購入し、借地人のロイ（Leu）に荘園の経営を任せた。プルタレスはベルン市に住んではいなかったが、親戚関係にあるベルンの旧家シュタイガー家（von Steiger）との縁故と、おそらくは財政投資目的からこの荘園を購入したと思われる。1828年、プルタレスはロレーヌ荘園の屋敷にアメリカ人の小説家ジェームズ・フェニモア・クーパーを迎え、客としてもてなした。フェニモア・クーパーは同年の夏から秋にかけてロレーヌ荘園の屋敷に長期滞在し、『革脚絆物語』シリーズの執筆を行った。
妻アンヌ・アンリエット・ファルコネ・ド・パレジュー（1792年 - 1836年）との間に4男2女をもうけた。末息子エドモンの妻メラニー・ド・プルタレスはパリ社交界の中心人物として知られた。